# Storå (Svezia)
Storå è un'area urbana della Svezia situata nel comune di Lindesberg, contea di Halland.
La popolazione rilevata nel censimento 2010 era di 1 933 abitanti .